# Parque nacional

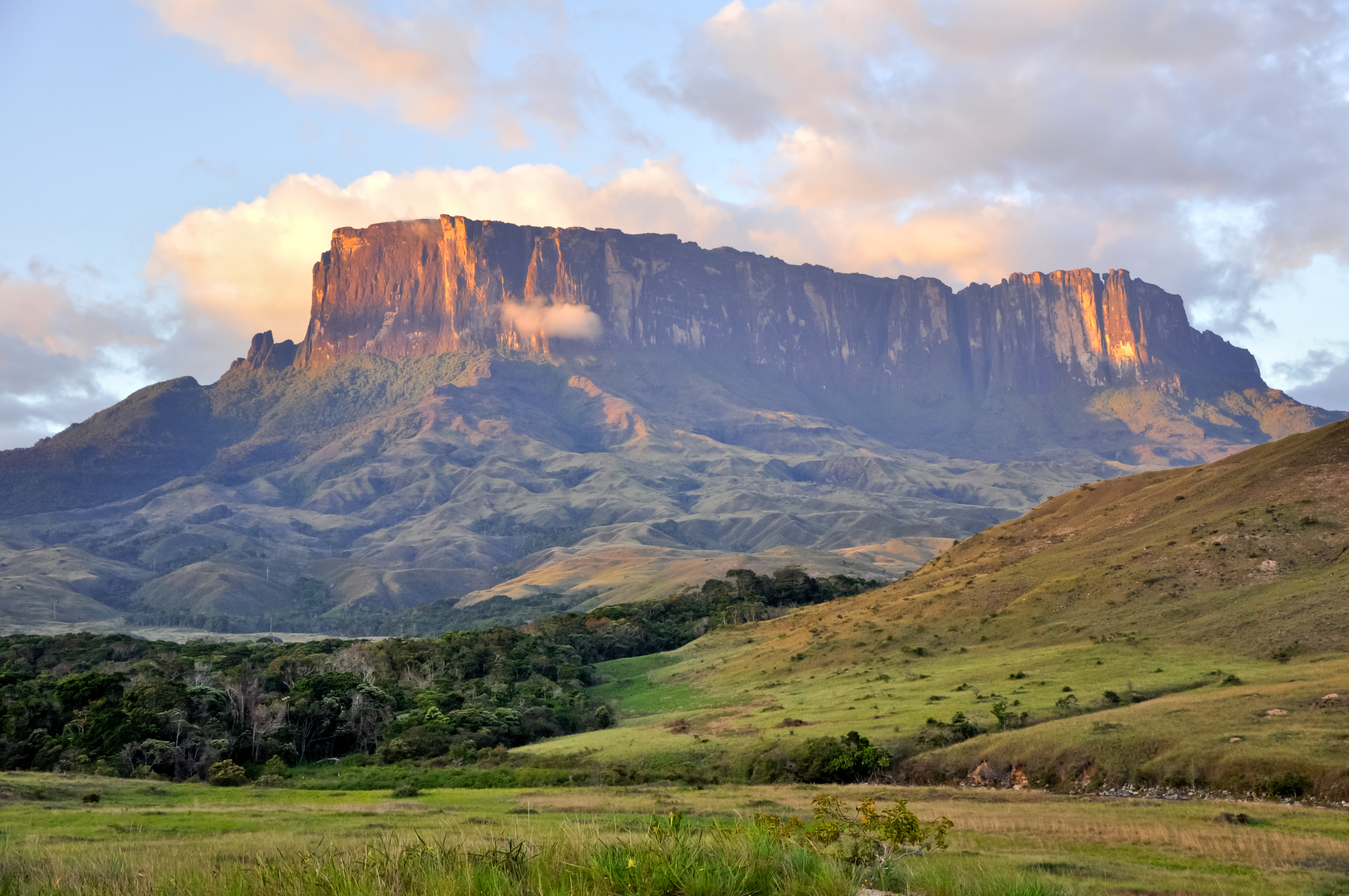
El parque nacional Canaima, en Venezuela, es el sexto parque más grande del mundo. Fue instaurado el 12 de junio de 1962 y declarado Patrimonio de la Humanidad por la Unesco en el año 1994.

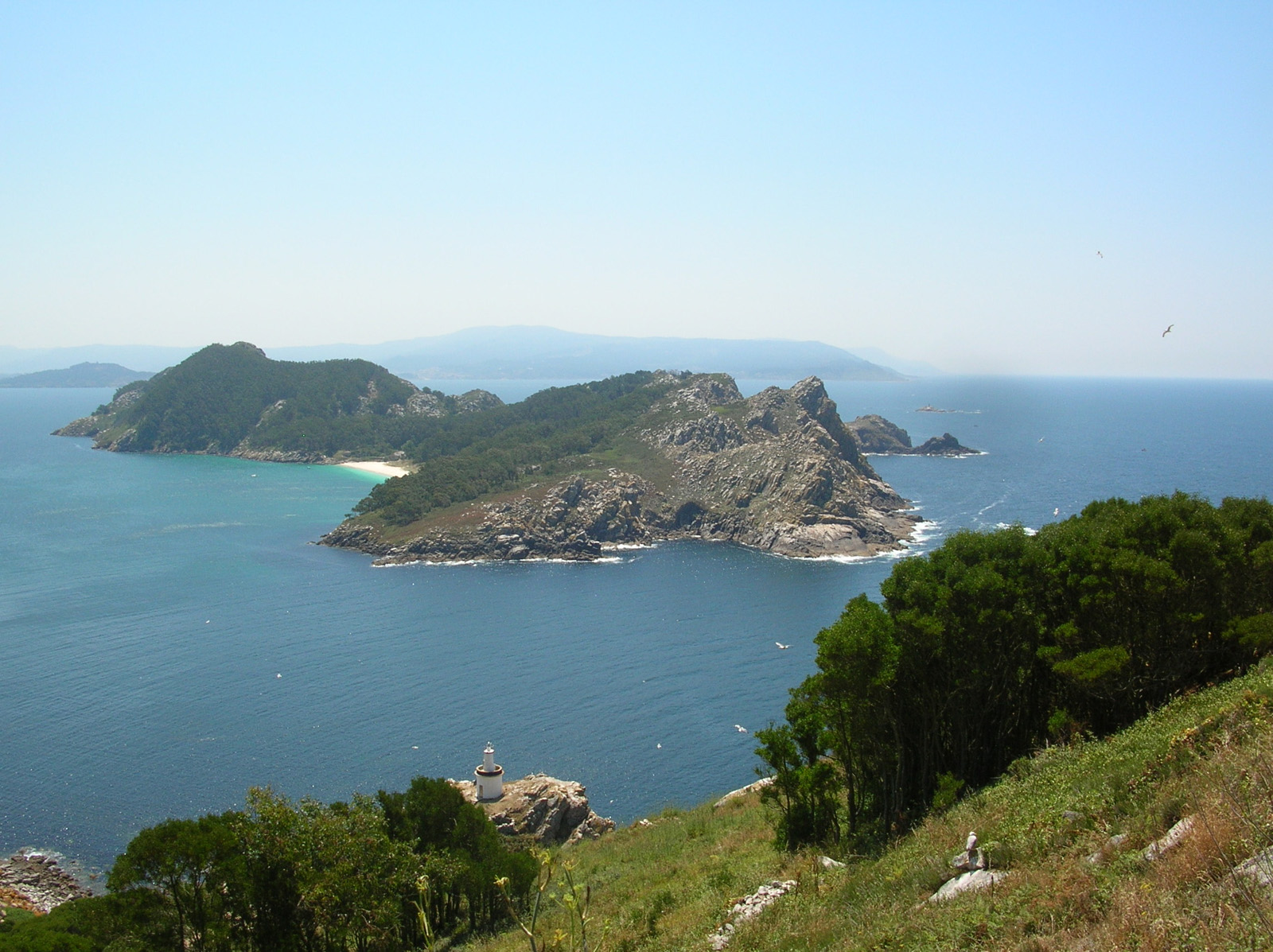
En el parque nacional de las Islas Atlánticas de Galicia (España) se encuentran las islas Cíes en el municipio de Vigo

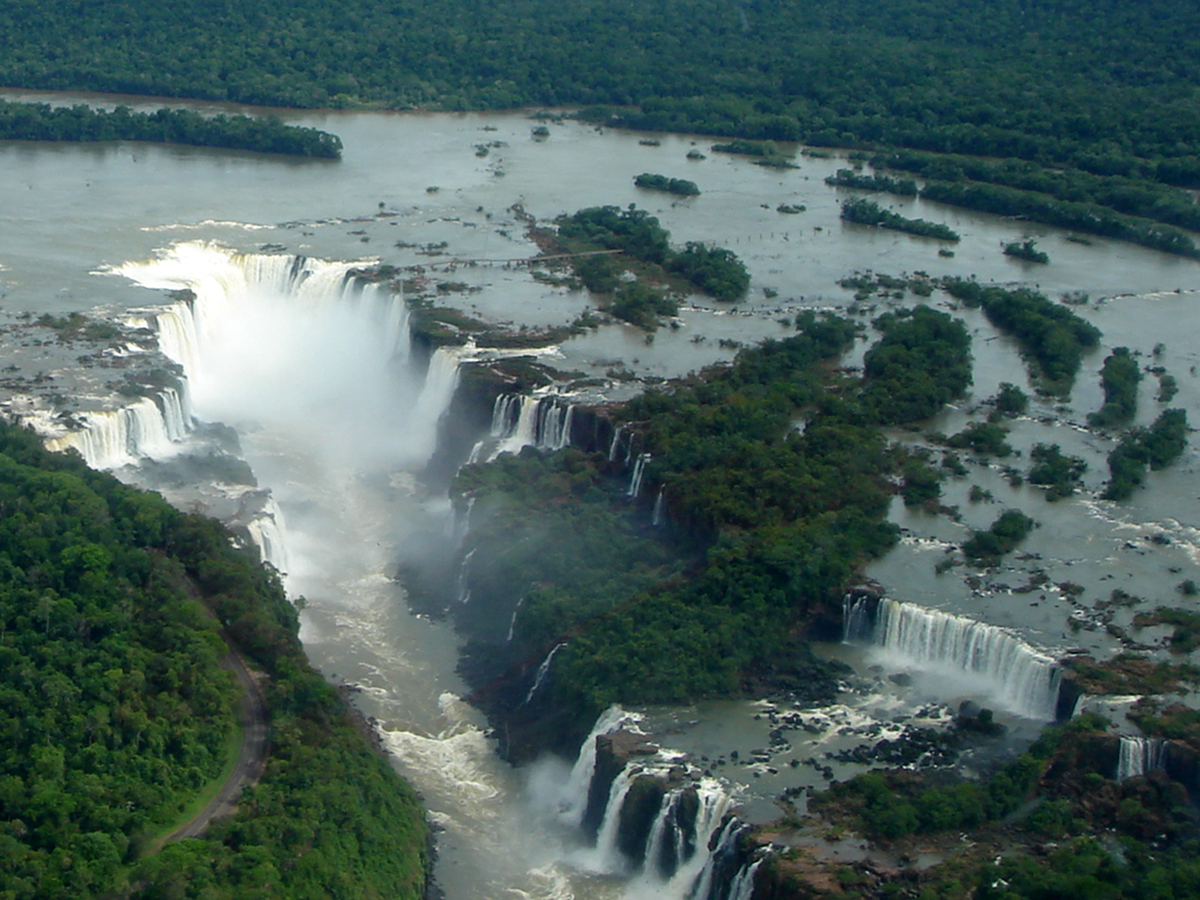
En el parque nacional Iguazú (Argentina) se encuentran las cataratas del Iguazú, declaradas una de las siete maravillas naturales del mundo

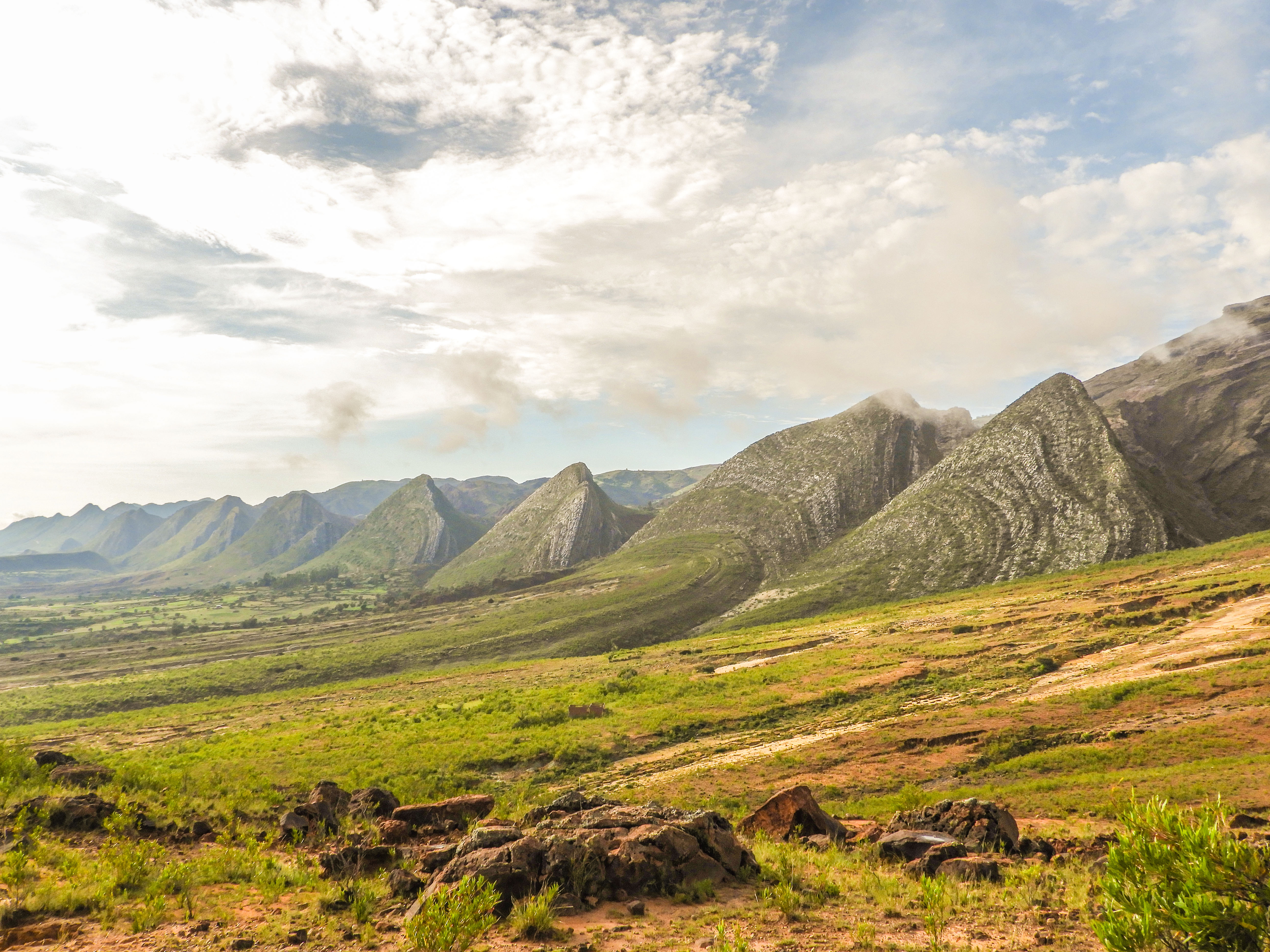
Formaciones rocosas en el Parque nacional Toro Toro (Bolivia)

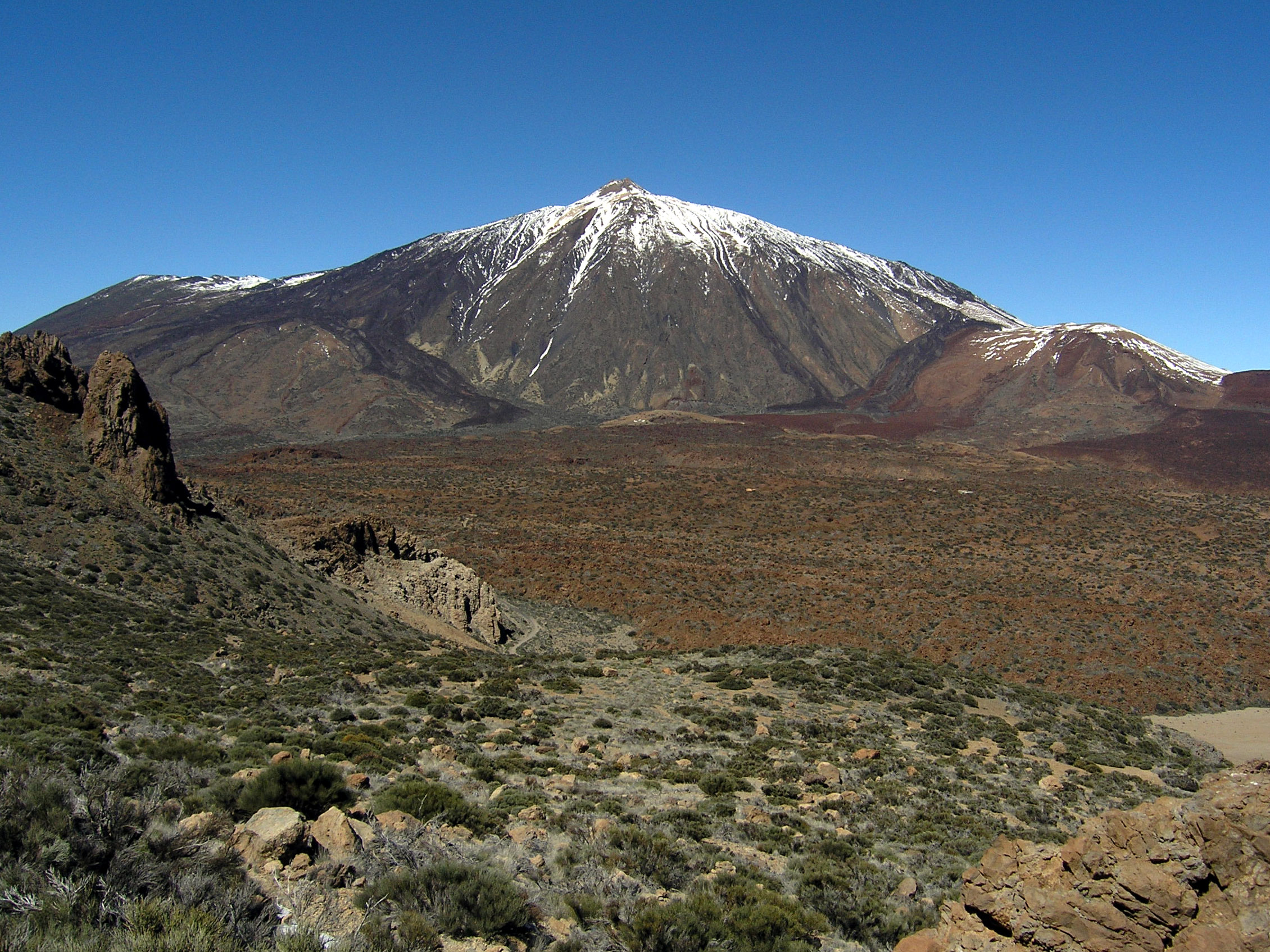
El parque nacional del Teide, en la isla de Tenerife, es el parque nacional más visitado de España. En 2010 fue el más visitado de Europa y el segundo del mundo.

Un parque nacional es una categoría de área protegida que goza de un determinado estatus legal que obliga a proteger y conservar la riqueza de su flora y su fauna. Se caracteriza por ser representativa de una región fitozoogeográfica y tener interés de la ciencia y el turismo.

## Historia
A pesar de que el concepto de parque nacional es de reciente aparición en el mundo occidental, en Asia se encuentran los primeros esfuerzos por mantener grandes extensiones de tierra bajo el control del Estado con fines de protección a la naturaleza.[cita requerida] Quizás el área protegida más antigua[cita requerida] de la que se tiene conocimiento es el bosque de Sinharaja en Sri Lanka, el cual es hoy en día una reserva forestal y en 1988 fue declarado Patrimonio de la Humanidad por la Unesco. 
Años más tarde, una medida similar fue propuesta para un área en Wyoming y Montana, pero problemas con los turistas y propietarios de tierras en y alrededor del recién creado parque de Yosemite, además del hecho de que esta nueva reserva según propuesta cubría áreas en más de un estado, hicieron difícil su creación inicialmente ya que el gobierno federal, no tenía precedentes ni una idea clara de cómo controlar un parque. En 1871 el parque nacional de Yellowstone fue establecido como el primer parque realmente nacional. Tomando ejemplo de Yellowstone, en 1890, Yosemite pasó al control federal convirtiéndose en el segundo parque nacional de los Estados Unidos de América. El segundo parque nacional a nivel mundial fue el Parque nacional Real en Australia.
No fue hasta el 24 de mayo de 1909 que se creó el primer parque nacional en Europa, un mérito conseguido por Suecia gracias a la aprobación de una ley que permitió la protección inmediata de nueve grandes espacios naturales: Abisko, Garphyttan, Hamra, Pieljekaise, Sarek, Great Falls, Sånfjället, Ängsö y Gotska Sandön.
España estableció su primer parque nacional, el de los Picos de Europa, en 1918. Chile protegió su primer parque en 1926, el Parque nacional Vicente Pérez Rosales. Argentina creó su primer parque nacional en 1934, el Parque nacional Nahuel Huapi y Brasil el suyo en 1937, el Parque nacional de Itatiaia.

## Desarrollo del concepto

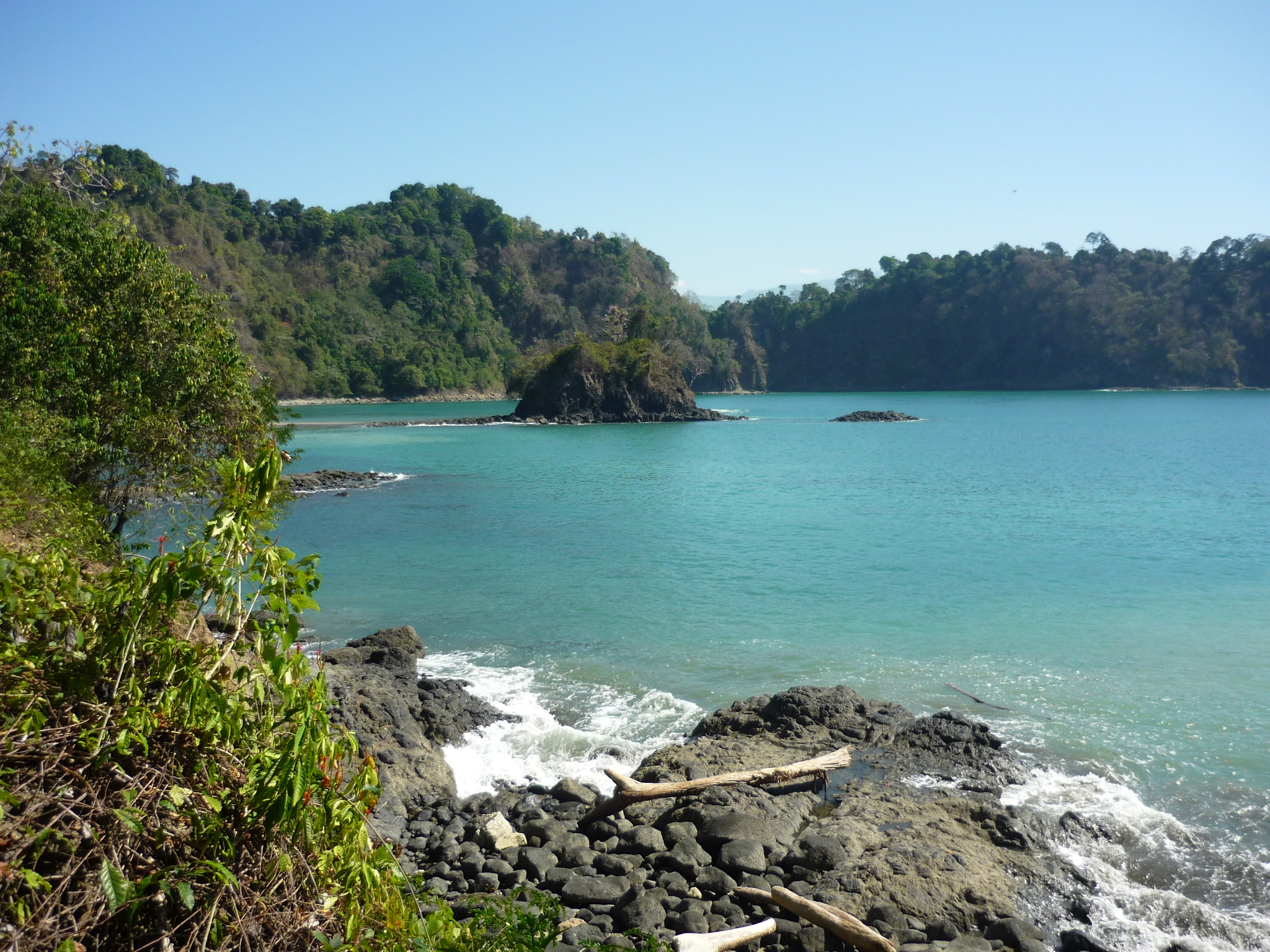
El parque nacional Manuel Antonio en Costa Rica fue seleccionado por la Revista Forbes en 2011 entre la lista de los 12 parques más bellos del mundo.

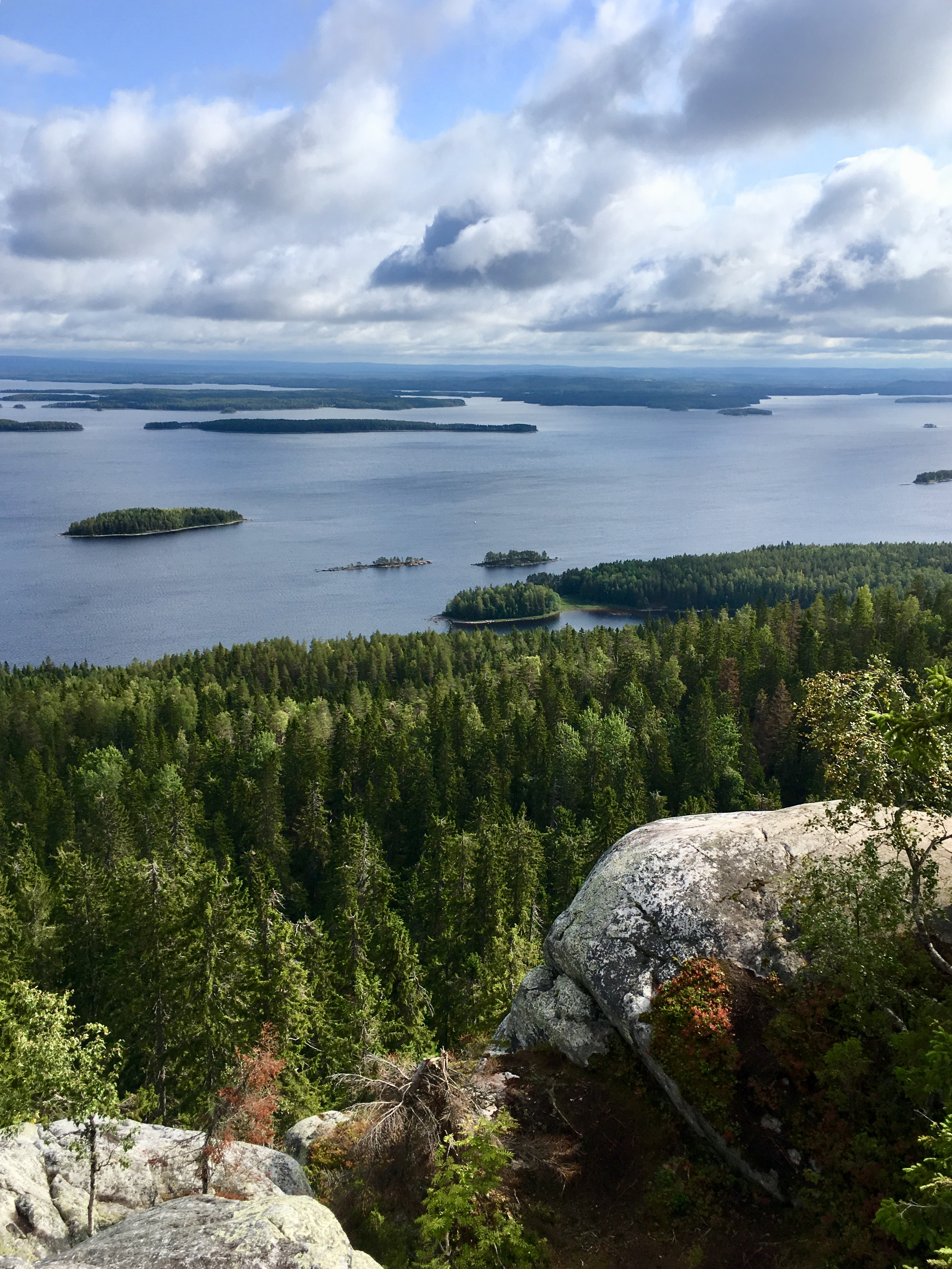
El parque nacional de Koli en Región de Carelia del Norte, Finlandia

Los parques internacionales están generalmente localizados en lugares con bajo desarrollo. Frecuentemente presentan áreas con una riqueza excepcional y casi virgen en su flora y fauna con un ecosistema que muchas veces es el último reducto de especies en peligro de extinción. También se desarrollan parques internacionales en áreas de características geológicas significativas por su origen, formación o belleza natural. Muy frecuentemente ambos objetivos son satisfechos en gran parte de los parques internacionales, en un balance natural único que permite gozar de la vida natural en su mayor esplendor tal como abundaba en nuestro planeta antes del desarrollo humano desmedido.
En algunos países los parques nacionales tienen el propósito de devolver a ciertas áreas que han experimentado dicho desarrollo humano a su estado natural. Este fue el caso con el Great Smokey National Park localizado entre los estados de Carolina del Norte y Kentucky. También en algunos casos, como en Gran Bretaña los parques internacionales pueden incluir propiedades privadas en las que puede continuarse la agricultura y existir pequeños poblados y vías públicas.
La mayor parte de los parques internacionales tienen un doble propósito al ofrecer refugio a la vida salvaje y también como atracción turística surgiendo así lo que se conoce como ecoturismo. El turismo en forma controlada es fuente de ingreso para el mantenimiento de los parques.

## Argentina
De acuerdo con la Ley Nacional N.º 22.351, un Parque Nacional es un área destinada a la conservación en su estado natural, representativa de una región fitozoogeográfica, que se distingue por su valor escénico o relevancia científica. Estas áreas deben mantenerse sin alteraciones, salvo aquellas imprescindibles para su gestión, la atención de los visitantes o por razones de Defensa Nacional vinculadas a la Seguridad Nacional.

###### Parque Nacional Iguazú
Al Norte de la Provincia de Misiones,en el límite con Brasil se encuentran las majestuosas Cataratas del Iguazú: una de las Siete Maravillas Naturales del Mundo y, sin dudas, uno de los lugares más espectaculares de Latinoamérica.Tanto su ubicación en medio de la selva como su descomunal volumen de agua y numerosos saltos las convierten en un sitio inolvidable y de obligada visita en todo viaje a Argentina.
El Parque Nacional fue creado en 1934 y declarado Sitio de Patrimonio Mundial por la UNESCO en 1984. También recibió la mención de Área de Importancia para la Protección de las Aves (AICA).
Su alta biodiversidad y las cataratas del Iguazú lo convierten en uno de los sitios prioritarios de conservación nacional e internacional. La selva es dominante; sin embargo, las diferencias en los suelos, el relieve y el régimen de aguas propician una gran variedad de ambientes.
En los sitios más altos y planos del paisaje aparecen selvas altas densas con el estilizado palmito y el enorme palo rosa. En las zonas de pendientes o acompañando los arroyos, en cambio, las selvas son más bajas, abiertas y con cañaverales. Sobre la franja costera del río Iguazú superior y en las islas aparecen las selvas ribereñas, un poco más bajas que las selvas de altos y con algunas especies típicas de la zona costera.
Los distintos estratos de la selva ofrecen diferentes opciones a la variadísima fauna que habita este Parque: mono caí, coatí, serelepe o ardilla gris y más de 450 especies de aves, como los tucanes, variedad de coloridos fruteros, ruidosas urracas y jotes. También podemos, por sus huellas, adivinar la presencia del yaguareté. En el agua, algún yacaré, el aninga o biguá cuello de víbora y tortugas de agua, junto a numerosos peces son presencias habituales.
Antes de precipitarse por las caídas de agua de 80 metros de altura, el Río Iguazú corre con una anchura de 1.500 metros, salpicando islas e islotes. Tras los vertiginosos saltos desemboca en un profundo cañón excavado por el mismo curso de agua, que lo conduce hasta el Río Paraná. Las cataratas del Iguazú son un fenómeno natural de gran belleza que le valieron su reconocimiento mundial.

## España
El Plan Rector de Uso y Gestión (en lo sucesivo PRUG) es el principal documento de planificación y de regulación del Parque Nacional, y define sus líneas de gestión.
Es un documento básico para gestionar un espacio protegido que regula la ordenación de sus recursos, define sus límites y establece sus objetivos para un periodo de tiempo determinado. Un PRUG es, además, un documento que debe ser consensuado por todos los sectores implicados de la zona a proteger (administraciones, asociaciones profesionales o particulares de usuarios, población local, ONGs, etc), pero que por su complejidad, es de difícil comprensión para los no iniciados en el tema.
El Plan de Ordenación de los Recursos Naturales (PORN) marca las directrices generales del Espacio. Se hace necesario, pues, otro instrumento más concreto que permita la gestión, protección y conservación de los valores de la zona, mediante el adecuado uso y gestión de sus recursos, con el fin de garantizar un aprovechamiento sostenido en armonía con el desarrollo de las poblaciones que lo habitan. Este documento es el PRUG, que se constituye como el instrumento básico de gestión de los parques y reservas naturales. 